# Orthobula charitonovi
Espèce
Synonymes
- Trachelas charitonovi Mikhailov, 1986

Orthobula charitonovi est une espèce d'araignées aranéomorphes de la famille des Trachelidae.

## Distribution
Cette espèce se rencontre de l'Est du bassin méditerranéen à l'Asie centrale. Elle a été observée en Turquie, en Israël, en Géorgie, en Azerbaïdjan, en Arménie, en Iran, au Turkménistan, en Ouzbékistan, au Kirghizistan et au Tadjikistan.

## Description
Les mâles mesurent 1,518 mm en moyenne et les femelles 1,914 mm.

## Étymologie
Cette espèce est nommée en l'honneur de Dmitry Evstratievich Kharitonov.

## Publication originale
- Mikhailov, 1986 : New species of spiders from the families Clubionidae and Liocranidae from the middle Asia and the Caucasus. Zoologicheskiĭ Zhurnal, vol. 65, p. 798-802.